# 나리야마 유지
나리야마 유지(일본어: 成山 裕治, 1971년 5월 20일 ~ )는 일본의 전 축구 선수이다.

## 구단 경력
1994년 재팬 풋볼 리그의 교토 퍼플 상가에 입단했다. 1995년 재팬 풋볼 리그 준우승으로 J1리그로 승격했다. 1996년까지 43경기에 출전하여, 1득점을 넣었다. 1996년후 현역 은퇴.